# 採銅所
採銅所（さいどうしょ）は、福岡県田川郡香春町の大字。1889年（明治22年）から1956年（昭和31年）まで同郡採銅所村(-むら)があった。地名の由来は、かつて香春岳中腹で銅が採掘されていたことによる。銅鉱山の銅は東大寺大仏の建立や宇佐八幡宮の神鏡にも用いられた。鉱山の跡地は、現在史跡・神間歩となっており、周辺に神間歩公園が整備されている。